# Artur Jędrzejczyk
Artur Jędrzejczyk (* 4. November 1987 in Dębica, Woiwodschaft Tarnów) ist ein polnischer Fußballspieler. Er steht seit 2017 beim polnischen Erstligisten Legia Warschau unter Vertrag.

## Karriere
Artur Jędrzejczyk begann das Fußballspielen in seiner Heimatstadt bei Igloopol Dębica. Zur Rückrunde der Saison 2004/2005 wurde er in die erste Mannschaft aufgenommen und debütierte in der 4. Liga. Nach eineinhalb Jahren in der 4. Liga wurde der polnische Spitzenklub Legia Warschau auf ihn aufmerksam und verpflichtet Artur Jędrzejczyk 2006. Sein Debüt für Legia Warschau gab er im polnischen Supercup-Finale gegen Wisła Płock, welches 1:2 verloren ging und in dem Jędrzejczyk einige Fehler machte. Am 19. August 2006 debütierte er dann in der polnischen Ekstraklasa. Es sollte jedoch sein einziger Einsatz in der Saison 2006/07 bleiben. Zur Saison 2007/08 wurde er für ein Jahr an den Zweitligisten GKS 1962 Jastrzębie ausgeliehen. Hier konnte er sich schnell einen Stammplatz erkämpfen und absolvierte 23 Ligaspiele. Nach Ablauf der Saison wurde er erneut für ein Jahr an einen Zweitligisten verliehen. Diesmal an Dolcan Ząbki, wo er in 28 Ligaspielen zwei Tore erzielte. In der Hinrunde der Saison 2009/10 bekam Artur Jędrzejczyk endlich seine Chance bei Legia Warschau. Allerdings konnte er diese nicht nutzen und kam in nur vier Ligaspielen zum Einsatz, erzielt aber ein Tor beim 4:0-Sieg gegen Zagłębie Lubin. Zur Rückrunde derselben Saison wurde er erneut verliehen. Diesmal aber mit Korona Kielce an einen Erstligisten. Für Korona Kielce lief er elf Mal in der Ekstraklasa auf und erzielte ein Tor. Aber in der Saison 2010/11 konnte er sich dann, langsam aber sicher, bei Legia Warschau durchsetzen und wurde schließlich Stammspieler und avancierte sogar zum Nationalspieler. Nach insgesamt 82 Spielen und vier Toren in der Ekstraklasa, 51 Spielen und zwei Toren in der 2. Liga und 16 UEFA-Europa-League-Spielen, wechselte er 2013 zum russischen Erstligisten FK Krasnodar. Die Ablösesumme die Legia Warschau für ihn bekam, lag bei 2,2 Millionen Euro. Ende 2014 zog er sich einen Kreuzbandriss zu und fiel rund ein halbes Jahr aus. Anfang 2016 wurde er für ein halbes Jahr zu seinem ehemaligen Verein Legia Warschau in seine polnische Heimat verliehen. Nach einer erfolgreichen Leihe wurde Jędrzejczyk von Legia Warschau fest verpflichtet.

### Nationalmannschaft
Artur Jędrzejczyk spielte erst ab der U-20 für Polen und das auch recht selten. Am 12. Oktober 2010 debütierte er in Montreal beim Freundschaftsspiel (2:2) gegen Ecuador bei der A-Nationalmannschaft. Danach dauerte es über zwei Jahre, bis er erneut in Freundschaftsspielen zum Einsatz kam. In der zweiten Hälfte der erfolglosen WM-Qualifikation bestritt er seine ersten fünf Pflichtspiele auf der rechten Abwehrseite. In der Qualifikation zur Europameisterschaft 2016 wurde er dann als linker Verteidiger eingesetzt, bis ihn sein Kreuzbandriss außer Gefecht setzte. Erst im Vorfeld der EM kam er wieder zum Einsatz und er wurde in das Aufgebot Polens aufgenommen. Im Turnier war er Stammspieler und absolvierte alle fünf Partien über die volle Spielzeit. Das Team schied im Viertelfinale im Elfmeterschießen aus.
Bei der Weltmeisterschaft 2018 in Russland gehörte er zum polnischen Aufgebot. Er wurde in einem Gruppenspiel eingesetzt und schied mit der Mannschaft nach der Gruppenphase aus.

## Erfolge
- Polnischer Meister 2013, 2016, 2017, 2018, 2020 und 2021 mit Legia Warschau
- Polnischer Pokalsieger 2011, 2012, 2013, 2016 und 2018 mit Legia Warschau